# Liste des localités de Gaume
Voici la liste des localités (villages ou hameaux) de Gaume par ordre alphabétique.
- Haut – A
- B
- C
- D
- E
- F
- G
- H
- I
- J
- K
- L
- M
- N
- O
- P
- Q
- R
- S
- T
- U
- V
- W
- X
- Y
- Z

## A
- Ansart
- Azy

## B
- Bakèse (Bleid)
- Baranzy
- Beauregard (Torgny)
- Bellefontaine
- Belle-Vue (Robelmont)
- Belmont (Ethe)
- Berchiwé (Robelmont)
- Bleid
- Breuvanne
- Buzenol

## C
- Chantemelle
- Chassepierre
- Châtillon
- Chenois
- Chiny
- Couvreux
- Croix-Rouge

## D
- Dampicourt

## E
- Étalle
- Èthe

## F
- Florenville
- Fontenoille
- Fratin
- Frenois

## G
- Gennevaux
- Gérouville
- Gevimont
- Gomery
- Grandcourt

## H
- Habay-la-Neuve (géologiquement en Ardenne)
- Habay-la-Vieille (géologiquement en Ardenne)
- Halanzy
- Hamawé
- Han
- Harinsart
- Harnoncourt
- Houdemont (géologiquement en Ardenne)
- Houdrigny
- Huombois

## I
- Izel

## J
- Jamoigne

## L
- Laclaireau (Ethe)
- Lacuisine
- Lahage
- La Haïlleule
- Laiche
- Lambermont
- Lamorteau
- Lamouline
- La Soye (Limes)
- Latour
- Le Chachy (Saint-Remy)
- Le Ménil
- Le pont Charreau (Therme)
- Lenclos
- Les Bulles
- Les Épioux
- Limes

## M
- Martué
- Marbehan (géologiquement en Ardenne)
- Meix-devant-Virton
- Meix-le-Tige
- Montquintin
- Moyen
- Muno
- Musson
- Mussy-la-Ville

## O
- Orsinfaing
- Orval

## P
- Pin
- Poncelle
- Pont Charreau
- Prouvy

## R
- Rachecourt
- Robelmont
- Romponcelle
- Rossignol
- Rouvroy
- Ruette
- Rulles (géologiquement en Ardenne)

## S
- Sainte-Cécile
- Sainte-Marie-sur-Semois
- Saint-Léger
- Saint-Mard
- Saint-Remy
- Saint-Vincent
- Signeulx
- Sivry
- Sommethonne

## T
- Termes
- Tintigny
- Torgny

## V
- Valansart
- Vance
- Villers-devant-Orval
- Villers-la-Loue
- Villers-sur-Semois
- Villers-Tortru
- Virton

## W
- Watrinsart
- Willancourt